# BB弾
BB弾（ビービーだん）は、球形の遊戯銃用弾丸。
アメリカにおけるBBガンの元祖はDaisy社であり、1886年からBBガンの製造販売を行っており、現在もBBガンの主流を歩む企業である。散弾のBB弾を使ったBBガンの元祖は1885年にDaisy社によって作られたエアライフルである。
日本においては1980年代にマルゼンによって実用化された。
1世紀以上の歴史がある米国のBBガンと、近年数十年で独自の変更を加えながら進んで来た日本のBBガン環境とでは、その認識も名称も大きく違う部分がある。

## 概要

### 欧米
欧米における本来のBB弾の『BB』の名称は、散弾の中に含まれる粒（Pellet）の『BBサイズ』から来ている。散弾カートリッジのサイズは中に含まれる粒の大きさからBuck、FF、F、BBB、BB、B、1、2、…と呼ばれ、このBBサイズの散弾カートリッジの中に、0.18インチ（4.5mm）径の球が約50-70粒入っており、この散弾のBB弾の中の粒と同じサイズの球形弾を使うところからBB Gun（BB弾）の名前が付けられた。後にBB Gunの口径は0.177に変更になるが、BBの名前は継承された。
欧米では、基本的にBBサイズ（0.18もしくは0.177＝4.5mm）の球形鉛もしくは鉄弾以外はBB弾とは呼ばれないが、近年は多種の遊戯用BBガンが市場に出ているので、プラスチック製0.177やツヅミ弾などもBB弾と呼ばれる場合もある。

### 日本
「BB」は「Ball Bullet」（球形弾）の略とも「Ball bearing」（ボールベアリング）の略とも言われる。材質はプラスチックまたは生分解性プラスチックで、直径は6mmとマルシン工業独自規格の8mmのものがある。その形状からマグヌス効果を利用した「ホップアップシステム」が実用化されている。
主にエアソフトガンで使用され、近年は銀玉鉄砲に使用されるケースも多いが、銀玉鉄砲に付属するBB弾は精度が低いため、エアソフトガンに使用すると故障の原因になる。また、一度使用したBB弾も、見た目はそうでなくても変形していることがあるため、同様である。

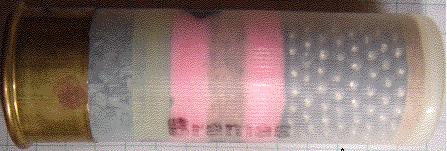
画像は散弾の8番カートリッジで2.29mmの鉛玉が約400個詰められている。散弾のBBカートリッジには4.57mm鉛玉が約50個内包されている。

## 種類

### 6mmBB弾
日本にも輸入されていた、マークスマンなどのアメリカ製エアガン（BBガン）に使用されていたもので、空気銃用の鉛製BB弾がモデル。現在の主流であり、使用する銃の用途や性能によって重量や表面処理にさまざまなバリエーションがある。一般的な製品は0.2gと0.25gで、0.2gのものは秒速100mで射出させた際の銃口におけるエネルギーが1Jジュールと分かりやすいため、威力（運動エネルギー）測定時の基準としてよく使用される。また対象年齢10歳以上のエアソフトガンは低威力のため0.12g～0.17gのBB弾が使用される。
通常弾
プラスチックを球形に成型、研磨したもの。0.12～0.43gの製品があり、標準的な0.2gのものが1個0.2円強、一般的に材質の比重が大きいほど高価格になる。これらは飛距離や精度が異なるため、射撃内容やサバイバルゲームの戦法により、使い分けられる。バイオBB弾と区別する際は「プラ弾」とも呼ばれる。
バイオBB弾
屋外での使用を想定した生分解性プラスチック製で、2～3年で自然に還る。発売当初のものは澱粉製で、太陽光に弱く、精度も通常弾より劣っていた。材質が切り替えられた後も、しばらくの間は1個1円と高価だったが、その後改良され、価格も1個0.5～0.6円まで抑えられるようになった。また地面に放置されても目立たないように茶色や緑色などに着色したり、より環境への影響が少ない材質に変更し、日本国外の環境団体に認証を受けることを試みているものもある。軽量な弾を作ることが材質の性質上困難だったが、2009年に埼玉県のエクセル社が対象年齢10歳以上のエアソフトガンでも使える0.12グラムのバイオ弾を発売した。
撃った後、回収する必要がないので、農作物を荒らす野生生物（猿、野鳥）に農家が対抗するためにも使用されている。
2022年12月23日、消費者庁は東京マルイら5社に対し景品表示法に基づく措置命令を公告した。
各社がバイオBB弾に使用しているPLA樹脂は地表にある状態ではほとんど分解が促進されず、分解性能に関し消費者に誤解を生じさせる表記があったことによる。
セミバイオBB弾
屋外での使用を想定し、非生分解性プラスチックや石灰質、硝酸バリウムなどで作られたBB弾。価格は通常弾と同等。分解には20年以上かかるため、実際はプラスチック弾とさほど変わらないとも言われている。また生分解性と誤解され、正式なバイオ弾の普及を阻害していると指摘する意見がある。
蓄光弾
蓄蛍光素材でできており、ストロボ発光装置との組み合わせで夜間でも曳光弾のように弾道を認識することができる。また、2004年にはバイオ弾としての性質を兼ね備えたものが登場している。発光装置は消音器を模したものや、弾倉に発光装置を内蔵したものがある。
他に、競技専用の精密BB弾や、摩擦係数を下げるため表面をコーティング加工したデジコンのピッカ弾がある。

### かつて存在した6mmBB弾
澱粉（デンプン）製バイオBB弾
トウモロコシの澱粉を固めて作られた旧世代のバイオBB弾で、シリカゲルが同梱されていた。現行のバイオBB弾よりも分解が早いが、湿度の高い環境ではすぐに膨張して使用できなくなる。パッケージには「食べるな」と書いてあるものの、「煮れば食べられる」と噂された。題材にサバゲーを取り上げた漫画『まにぃロード』劇中では、とうもろこしが原料と聞いて口にする五十鈴に対して、武蔵が「喰ってもうまくないぞ」と突っ込みを入れていた。
ペイント弾
カプセルに水溶性塗料が入ったBB弾。命中の判別が容易なため、主にサバイバルゲームで使用される。あまり固くないタイプは弾詰まりや銃の中で破裂する事がある。古くはプラスチック製のカプセルに自分で塗料を注入する物もあった。
プリントBB弾
通常弾にハーケンクロイツや梵字がプリントされているもの。

### マルシン工業独自規格のBB弾
SMブルーBB弾
通常の6mm（実径5.86mm～5.96mm）より少し直径が大きいBB弾。この規格が採用されていた当時、他社製エアソフトガンに使用すると弾詰まりを起こすことが多く、「修理依頼で送られてきた銃に、ことごとくSMブルーBB弾が詰まっていた」という逸話がある。マルシン製品も同BB弾に合わせて作られたため、逆に他社製BB弾が薬室や薬莢からこぼれるケースが多発した。
8mmBB弾
その名の通り、直径が8mmのBB弾。6mmのものより弾着が分かりやすい反面、空気抵抗が大きく風に流されやすいため、遠射での命中精度は劣る。「南部十四年式MAXI」や「十四年式拳銃8mmブローバック」のような大口径の銃に採用すると、銃口の雰囲気がリアルになるが、モーゼルM712などの銃身の細い銃に採用すると、外観の再現度に悪影響を及ぼすことがある。なお、8mmBB弾専用モデルの法で定められた威力の上限は6mm用の0.98Jを上回る1.64Jとなっており、8mmBB弾モデル専用の銃身「スペリアルバレル」は銃身内に6mm用パイプが入らないよう湾曲している。2005年にバイオ弾が登場した。

### その他のBB弾
7mmBB弾
直径7mmのBB弾。かつて存在した直径7mmのツヅミ弾を使用する製品などから発射するためのもので、6mmBB弾という規格が確立する以前のもの。弾一発の単価を下げる事や給弾機構の都合によるもので、実射性能を向上させるための意図は無いと思われる。増田屋コーポレーション、タカラトミー製品などに単発的に採用されていた。トミー製品中では「GT弾」と表記されている。後に、MGC社がエアソフトガン市場に参入する際に採用を検討したが不採用に終わっている。MGCはペイント弾などの開発で独自性を出すために大型化を検討していた。（ペイント弾は6mmBB弾で商品化されている）
5mmBB弾
マルシン工業が販売を予定していた「スペースBBガン」専用の弾で、BB弾というよりは直径約5mmの球体という程度のもの。
その他
海外では4.5mm､9mm､11mm(11.4mm=0.45インチ)、13mm(12.7mm=0.5インチ)などの製品が存在するが、いずれも「AIRSOFT(エアソフトガン=トイガン)」の範疇から外れた空気銃で採用されている。

## 製法
BB弾はその用途上、高い精度と低価格の相反する条件を満たさなくてはならない。そのため、以下のような製法が考え出された。
転がし成型
ビー玉と同じ要領で、溶けた樹脂を斜面に転がして作る。そのため非常に精度が悪く、インジェクション成型によるものの価格降下とともに姿を消した。
インジェクション成型
プラモデルの部品のように、金型を使って大方の形を作り、その後研磨によってバリ取りを行う。1990年代以降、現在主流になっている製法。
削り出し
プラスチックの塊から、玉軸受内のボールと同じ要領で作る。「スーパーグレード（東京マルイ）」や「グランドマスター（マルゼン）」といった、精密射撃用の高級品に使われる製法である。

## 重量
威力や用途等、遊戯銃の性質によって、最適なBB弾の重量は変わってくる。6mmBB弾の重量別の性質、及び向いている用途を以下に示す。一般に、材料費の関係上、同じ製法なら重いものほど高価である。なお、8mmBB弾においては、メーカー側による試行錯誤が続いており、このような分類の行える状態ではない。
- 0.12～0.16g（0.2g未満）…最も軽く、廉価。銀玉鉄砲、対象年齢10歳以上のエアソフトガンに向く。18歳以上向けの銃には軽過ぎで適切ではない。
- 0.20～0.23g…対象年齢18歳以上のエアソフトガンに使用されるものとして、最も一般的。特別に高い精度を要求されない用途（サバイバルゲームのアタッカー等）向け。10歳以上向けの銃に装填すると重過ぎで有効射程が短くなる。
- 0.25～0.33g…内部に気泡を持たないため、弾道が安定傾向にある。高い精度を要求される用途（射撃競技、サバイバルゲームの狙撃手等）向け。
- 0.36～0.43g…威力の高いエアソフトガンによるプリンキング向けで、このクラスのものはサバイバルゲームでの使用が許可されていない場合が多い。

## 色および表面処理
BB弾の色は、大きく分けて明るい（白っぽい）ものと暗い（黒っぽい）ものがある。明るい色のものは弾道が分かりやすく、射手が弾道を見ながら着弾を修正してゆくことが容易である。暗い色のものではこれらが困難である。しかし、弾道が分かりやすいということは、サバイバルゲームにおいては狙われる側から射手の位置を特定しやすく、回避しやすいということである。そのため、狙撃においては暗い色のものが有利である。また、暗い色のものは、土の上に落ちていても目立ちにくい。これは、自然界に放置されることを想定したバイオBB弾では大きなメリットとなる。
また、BB弾の表面はツルツル（光沢がある。滑面加工）のものとザラザラ（光沢がない。非滑面加工）のものがある。これらの表面処理は、それぞれ、次のようなメリットがあると言われている。
- 滑面加工されたBB弾のメリット:
  - チャンバーパッキン（薬室にてBB弾を保持するパッキン）からの抜けがよく、変な回転が加わらない。
- 非滑面加工されたBB弾のメリット:
  - ホップパッキン（BB弾に回転を加えるためのパッキン）によく引っかかり、ホップアップの効きが安定しやすい。
  - 表面の微細な凹凸がゴルフボールのディンプルと同じ働きをし、空気抵抗が減少、有効射程が向上する。